# Historia de la World Wide Web

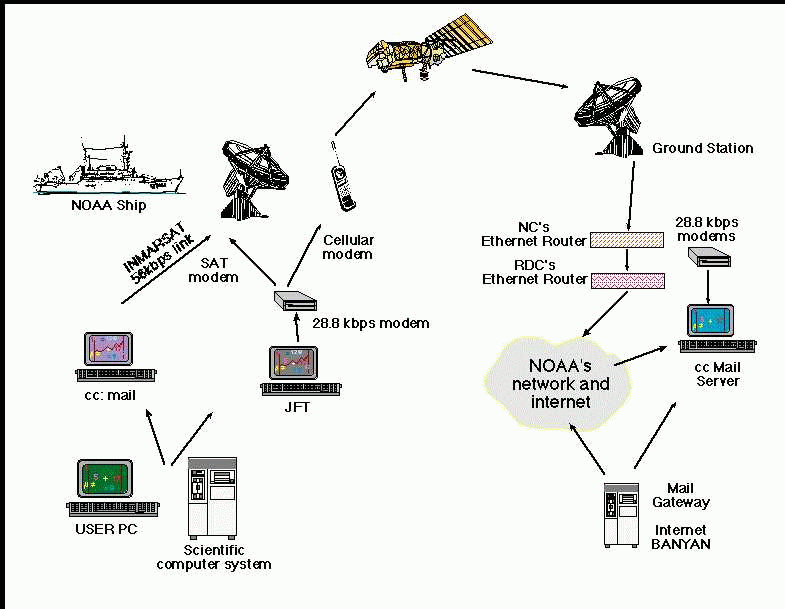
Hoy en día, la Web e Internet permiten la conectividad desde literalmente cualquier lugar sobre la Tierra, incluido el mar y el espacio exterior.

La World Wide Web (WWW o conocida como la Web) es un medio global de información donde los usuarios pueden leer y escribir a través de computadoras conectadas a Internet. El término es a menudo usado erróneamente como sinónimo de Internet. Se trata de un servicio que opera sobre la red de Internet, como el correo electrónico. La historia de Internet comienza antes que la existencia de la World Wide Web.
El hipertexto de la Web tiene una intrincada historia intelectual; notables influencias y precursores incluyendo Memex, de Vannevar Bush, Lenguaje de Marcado Generalizado (SGML) de IBM, y el Proyecto Xanadu, de Ted Nelson.
El cuento de 1946 A Logic Named Joe, de Murray Leinster, contiene una de las primeras descripciones de un ordenador en la ficción. En este relato, todos los hogares tienen un «lógico» (ordenador), conectado con otros lógicos para proporcionar comunicaciones, accesos a datos y al comercio. Aunque el sistema de computadoras del relato está centralizado, la historia anticipó la existencia de la Web y explosión de información asociada a ella con varias décadas de antelación.

## 1980-1991: Desarrollo de la World Wide Web
En agosto de 1984, escribí una propuesta al líder del grupo SW, Les Robertson, para el establecimiento de un proyecto piloto para instalar y evaluar los protocolos TCP/IP en algunas máquinas clave que no eran Unix en el CERN, incluido el mainframe IBM-VM central y un Sistema de VMS VAX. Esto era para decidir si TCP/IP realmente podría resolver el problema de la conectividad heterogénea entre los sistemas abiertos más nuevos y los propietarios establecidos. También proponía evaluar los protocolos XNS de Xerox como una posible alternativa. La propuesta fue aprobada y el trabajo condujo a la aceptación de TCP/IP como la solución más prometedora, junto con el uso de "sockets" (promovido por el sistema BSD 4.x Unix) como la API recomendada. ..
.. En 1990, el CERN se había convertido en el sitio de Internet más grande de Europa y este hecho, como ya se ha dicho, influyó positivamente en la aceptación y difusión de las técnicas de Internet tanto en Europa como en otros lugares.
Ben Segal. «Breve Historia de los Protocolos de Internet en el CERN. abril de 1995.

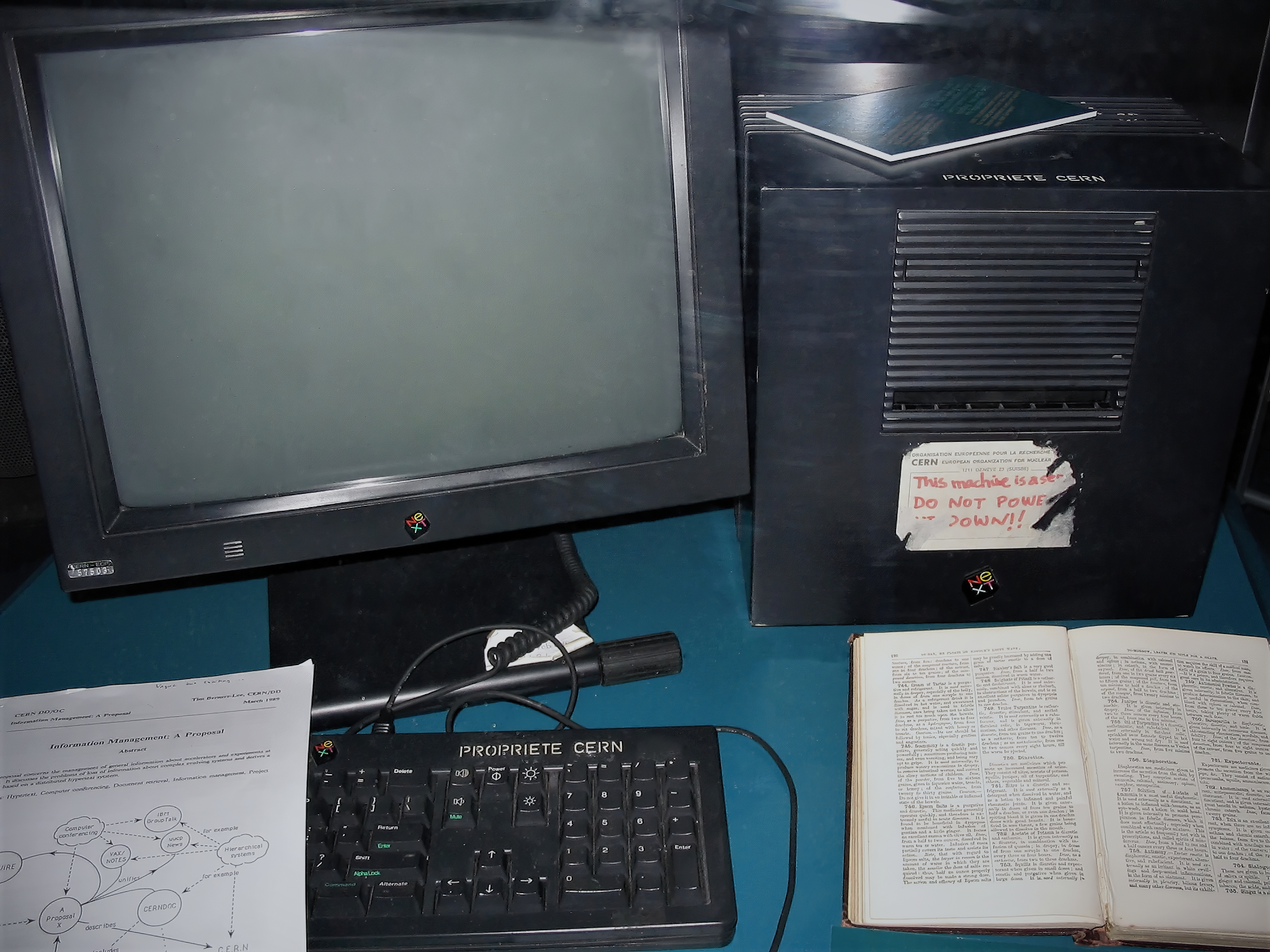
La NeXTcube usada por Tim Berners-Lee en el CERN se convirtió en el primer servidor Web

En 1980, Tim Berners-Lee, un contratista independiente en la Organización Europea para la Investigación Nuclear (CERN, sigla provisional utilizada en 1952, que responde al nombre en francés Conseil Européen pour la Recherche Nucléaire, es decir, Consejo Europeo para la Investigación Nuclear), Suiza, desarrolló ENQUIRE como una base de datos personal de gente y modelos de software, pero también como una forma de interactuar con el hipertexto: cada nueva página de información en ENQUIRE debía estar enlazada a una página existente.
En 1984, Berners-Lee, de nuevo en el CERN, consideró los problemas de la presentación de información: los físicos por todo el mundo necesitaban compartir datos y sus ordenadores y software eran diferentes. En marzo de 1989, redactó una propuesta para “una gran base de datos de hipertexto con enlaces tipados”, pero generó poco interés. Su jefe, Mike Sendall, alentó a Berners-Lee a comenzar a implementar el sistema sobre la recientemente adquirida estación de trabajo NeXT. Pensó varios nombres para el sistema, incluyendo "Information Mesh", "The Information Mine" (cuya abreviatura sería TIM, como su propio nombre) o "Mine of Information" (abreviado sería MOI, que en francés significa "yo"), para finalmente se quedó con World Wide Web.

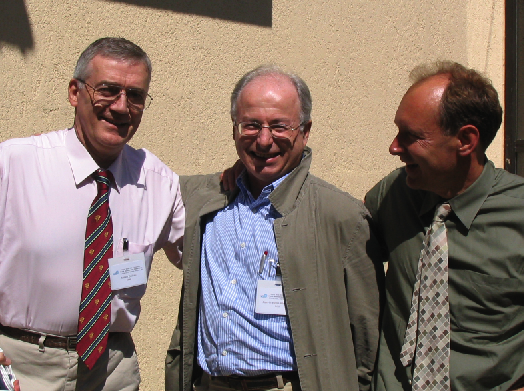
Robert Cailliau, Jean-François Abramatic y Tim Berners-Lee en el décimo aniversario del WWW Consortium.

Berners-Lee se encontró con un entusiasta colaborador en Robert Cailliau, quien reescribió la propuesta (publicada el 12 de noviembre de 1990) y buscó recursos en el CERN. Berners-Lee y Cailliau enviaron sus ideas a la Conferencia Europea sobre la Tecnología del Hipertexto en 1990, pero no encontraron vendedores que apreciaran su visión de “casar” el hipertexto con Internet.
Para diciembre de 1990, Berners-Lee había desarrollado todas las herramientas necesarias para trabajar la Web: el Protocolo de transferencia de hipertexto (HTTP por sus siglas en inglés), el Lenguaje de Marcado de Hipertexto (HTML por sus siglas en inglés), el primer navegador web (llamado WorldWideWeb, que fue también un editor de páginas web), el primer servidor de aplicaciones HTTP (luego conocido como CERN httpd), el primer servidor web y las primeras páginas web que describían el proyecto mismo. El buscador podía acceder a los grupos de noticias de Usenet, así como a archivos en un FTP. Sin embargo, no podía correr sobre la NeXT. Posteriormente, Nicola Pellow creó un simple buscador de texto que podía correr sobre al menos alguna computadora y fue llamado Line Mode Browser. Para animar a su uso en el CERN, Bern Pollermann puso el directorio telefónico del CERN en la web. Previamente, los usuarios debían autenticarse en el ordenador central para buscar los números telefónicos.
De acuerdo con Tim Berners-Lee, inventó la Web en el Edificio 31 del CERN, pero también en su hogar, en las dos casas en las que vivió durante ese tiempo (una en Francia y la otra en Suiza).
El 6 de agosto de 1991, Berners-Lee publicó un breve resumen del proyecto de la World Wide Web en el grupo de noticias alt.hypertext. Esta fecha también marca el inicio de la Web como un servicio disponible públicamente en Internet.
El proyecto de la World Wide Web (WWW) pretende permitir que todos los enlaces se hagan sobre cualquier información en cualquier lugar […] El proyecto WWW comenzó para permitir a los físicos compartir datos, noticias y documentación. Nosotros estamos muy interesados en extender la Web a otras áreas, teniendo servidores Gateway para otros datos. ¡Bienvenidos los colaboradores! –Primer mensaje de Tim Berners-Lee.
Paul Kunz, del Centro del Acelerador Lineal de Stanford (SLAC por sus siglas en inglés), visitó el CERN en septiembre de 1991 y quedó cautivado por la Web. Llevó el software de NeXT a SLAC, centro de estudios sobre la física de partículas localizado en Palo Alto (Estados Unidos), donde la bibliotecaria Louise Addis lo adaptó para el sistema operativo VM/CMS en un ordenador central de IBM como una vía para mostrar el catálogo de documentos en línea de SLAC. Este fue el primer servidor web fuera de Europa y el primero en Norteamérica.
Una temprana contribución relacionada con el CERN fue la banda de parodias Les Horribles Cernettes, cuya imagen promocional está considerada como una de las primeras cinco ilustraciones de la Web.

## 1992-1995: Crecimiento de la WWW
De acuerdo con su nacimiento en el CERN, los primeros en adoptar la World Wide Web fueron principalmente departamentos científicos de universidades o laboratorios de física como Fermilab y SLAC.
Los primeros sitios web mezclaban vínculos para el protocolo web HTTP y el entonces popular protocolo Gopher, que proveía acceso al contenido a través de menús de hipertexto presentados como un sistema de archivos en vez de como archivos HTML. Los primeros usuarios web podían navegar por páginas populares de directorios, como el primer sitio web de Berners-Lee en http://info.cern.ch/, o mediante la consulta a listas actualizadas como la página "What's New" de NCSA. Algunos sitios fueron también indexados por WAIS, permitiendo a los usuarios realizar búsquedas en los textos, de forma similar a la capacidad luego desarrollada por los motores de búsqueda.
No había un navegador gráfico disponible para computadoras aparte de NeXT. Este problema se solucionó en abril de 1992 con la liberación de Erwise, una aplicación desarrollada en la Universidad Politécnica de Helsinki, y, en mayo, la de ViolaWWW, creado por Pei-Yuan Wei, que incluía avanzadas características como gráficos, scripts y animaciones. ViolaWWW fue originalmente una aplicación para HyperCard. Ambos programas corrían sobre el software X Window System para Unix.
Unos estudiantes de la Universidad de Kansas adaptaron un buscador existente basado solo en texto, Lynx, para acceder a la Web. Lynx estuvo disponible en Unix y DOS.

### Primeros navegadores
Un hito en la World Wide Web fue la introducción del navegador web Mosaic en 1993, un programa gráfico desarrollado por un equipo en el Centro Nacional de Aplicaciones de Supercomputación (NCSA) de la Universidad de Illinois en Urbana-Champaign (UIUC), dirigido por Marc Andreessen. Los fondos para Mosaic vinieron del High-Performance Computing and Communications Initiative, un programa de fondos iniciado por el entonces senador Al Gore.
Sorprendentemente el primer navegador Mosaic carecía del botón “atrás” que fue propuesto en 1992-3 por el mismo individuo que inventó el concepto de documentos de texto a los que se les podía hacer clic. El navegador fue planeado para ser un editor y no un simple visor.
Los orígenes de Mosaic comenzaron en 1992. En el mes de noviembre de 1992, el NCSA en la Universidad de Illinois (UIUC) estableció un sitio web. En diciembre de 1992, Andreessen y Eric Bina, estudiantes de UIUC que trabajaban en NCSA, comenzaron a trabajar en Mosaic. Lanzaron un buscador basado en X Window en febrero de 1993. Dicho navegador ganó popularidad debido a su fuerte soporte de multimedia integrada y los autores rápidamente respondieron a los informes de problemas y recomendaciones con nuevas características realizadas por usuarios.
El primer navegador de Microsoft Windows fue Cello, escrito por Thomas R. Bruce para el Instituto de Información Legal de la Escuela de Derecho de la Universidad Cornell para proveer información legal, puesto que más abogados tenían más acceso a Windows que a Unix. Cello fue liberado en junio de 1993.
Después de su graduación de UIUC, Andreessen y James H. Clark, antiguo CEO de Silicon Graphics, se conocieron y fundaron la antigua Mosaic Communications Corporation para desarrollar el navegador Mosaic comercialmente. La compañía cambió su nombre a Netscape en abril de 1994 y posteriormente se desarrolló como Netscape.

#### Organización de la Web
En mayo de 1994 tuvo lugar la primera Conferencia Internacional de la WWW, organizada por Robert Cailliau,  en el CERN; y se sigue celebrando todos los años desde entonces. En abril de 1993 el CERN acordó que nadie podía usar el protocolo y código Web sin derechos de autor; esto fue en parte una reacción a la perturbación causada por el anuncio de la Universidad de Minnesota de que comenzaría a cobrar por su implementación del protocolo Gopher.
En septiembre de 1994 Berners-Lee fundó el World Wide Web Consortium (W3C) en el Instituto Tecnológico de Massachusetts con la ayuda de la Agencia de Investigación de Proyectos Avanzados de Defensa (DARPA) y la Comisión Europea. Esto comprometió a varias compañías que fueron creando voluntariamente estándares y recomendaciones para la Web. Berners-Lee hizo la Web disponible libremente sin patentes ni pago de derechos de autor. El W3C decidió que los estándares deberían ser basados en tecnologías libres de derechos de autor, así serían fácilmente adoptados por cualquiera.

## 1996-1998: Comercialización de la WWW
Sobre 1996 resulta evidente para la mayoría de las compañías que la presencia pública en la Web ya no es  una opción. Las posibilidades de publicación libre e instantánea a nivel mundial , y la familiarización con la doble vía de comunicación sobre la Web condujo a la posibilidad de un comercio directo basado en la Web (Comercio electrónico) y a la construcción de grupos de comunicación mundial. Surgieron las empresas punto-com, que mostraban sus productos usando hipertexto en la  Web.

## 1999-2001: Empresas punto-com auge y desplome
Los bajos índices de interés entre 1998 y 1999 facilitaron un incremento en compañías startup. Aunque un número de estos nuevos empresarios tenían planes realistas y habilidad administrativa, la mayoría de ellos carecían de esas características pero fueron capaces de vender sus ideas a inversores por la novedad del concepto de empresa punto-com.
Históricamente, el boom punto-com se puede ver como un fenómeno similar a otros  que sucedieron con tecnologías del pasado, como los ferrocarriles en los 1840, automóviles a principios del siglo 20, la radio en los 1920, la televisión en los 1940, los transistores electrónicos en los 1950, y los ordenadores personales y la biotecnología en los 1980.
En 2001 la burbuja revienta, y muchas startups punto-com  se quedaron fuera del negocio después de terminar incluso su capital riesgo y fallando en llegar a ser rentables. Muchas otras, sin embargo, sobrevivieron y prosperaron en el temprano siglo 21. Muchas compañías que comenzaron como comerciantes minoristas en línea florecieron y se volvieron altamente rentables. Más comerciantes minoristas encontraron en la comercialización en línea una provechosa fuente de ingresos adicional. Mientras algunos puntos de venta de entretenimiento y noticias en línea quebraron cuando su capital inicial se agotó, otras persistieron y finalmente llegaron a ser económicamente autosuficientes. Puntos de venta tradicionales de medios de comunicación (editores de periódicos, locutores y transmisores por difusión en particular) también encontraron en la Web un canal adicional, útil y provechoso para la distribución de contenido, y un vehículo adicional para generar ingresos por la publicidad. Los sitios que sobrevivieron y finalmente prosperaron tenían dos cosas en común; un sonado plan de negocios, y un lugar en el mercado que era, si no único, particularmente bien definido y bien servido.

## 2002 al presente: La Web se vuelve omnipresente
Tras la burbuja punto-com muchas empresas de internet quebraron pero se mantuvo la sobrecapacidad de la red y la inversión en la infraestructura local de celulares manteniendo los costos de conectividad bajos, y ayudando a hacer la alta velocidad de conexión a Internet más asequible. Durante ese tiempo, un puñado de compañías tuvo éxito desarrollando modelos de negocio que ayudaron a hacer la World Wide Web una experiencia más apasionante. Estas incluían sitios de reserva de líneas aéreas, el motor de búsqueda de Google y su enfoque para simplificar, publicidad basada en palabras clave, además del sitio de subastas “hazlo tú mismo” (DIY por sus siglas en inglés) de eBay y los grandes almacenes en línea de Amazon.com.
Esta nueva era también dio lugar a las  redes sociales, tales como MySpace y Facebook, los cuales, aunque impopulares al principio, muy rápidamente adquirieron aceptación convirtiéndose en una parte importante de la cultura de los jóvenes.

### Web 2.0
A principios del 2002, nuevas ideas para compartir e intercambiar contenido en la red, como los
blogs y RSS, rápidamente ganaron aceptación en la Web. Este nuevo modelo para el intercambio de información, basado en el "hazlo tu mismo",  editado por el usuario y por sitios web generados, automáticamente, acuñaron la Web 2.0.
El auge de la Web 2.0 vio muchas nuevas compañías startup orientadas a servicios alojadas en una nueva y democrática Web. Algunos creen que a esto le seguirá  una completa realización de la Web Semántica.
Tim Berners-Lee originalmente expresó su visión de la Web Semántica como sigue:

Tengo un sueño para la Web [en el cual las computadoras] se vuelvan capaces de analizando todos los datos en la Web - el contenido, enlaces, y transacciones entre la gente y las computadoras. Una ‘Web Semántica’, la cual haga esto posible, tiene todavía que aparecer, pero cuando esto se haga, los mecanismos diarios del comercio, la burocracia y nuestras vidas diarias serán llevadas por máquinas hablando con máquinas. La gente 'agentes inteligentes' que hemos andado a la caza por años serán finalmente materializados.
Tim Berners-Lee, 1999

Predeciblemente, como la World Wide Web se volvió fácil de consultar, alcanzó un alto grado de usabilidad, y se deshizo de su esotérica reputación, ganó en sentido de organización y simplicidad lo cual abrió las puertas y marcó el comienzo de un rápido periodo de popularidad. Nuevos sitios como Wikipedia y sus proyectos hermanos resultaron revolucionarios al ejecutar el concepto de contenido editado por el usuario. En 2005, 3 antiguos empleados de PayPal formaron un sitio web basado en subir y compartir videos, al cual llamaron YouTube. Solo un año después, YouTube resultó el sitio web más rápidamente popular de la historia, e incluso inició el nuevo concepto de contenido subido por el usuario en importantes actos, como en los Debates Presidenciales transmitidos por la CNN en YouTube.
La popularidad de YouTube, Facebook, etc., combinada con la incrementada disponibilidad y asequibilidad de alta velocidad de conexión hizo los contenidos de vídeo mucho más comunes en todos los tipos de sitios web. Muchos sitios de alojamiento y creación de contenidos de vídeo proveen facilidades para que sus vídeos sean insertados en terceros sitios sin pago o permiso.
Esta combinación de más contenido creado o editado por el usuario, y las facilidades para compartir contenido, tales como los widgets RSS y la inserción de vídeos, han llevado a muchos sitios con el típico sentir de la Web 2.0. Ellos tienen artículos con vídeo incrustado, comentarios realizados por los usuarios bajo el artículo, casillas RSS a un lado, listando algunos de los últimos artículos de otros sitios.
La continua extensión de la World Wide Web se ha enfocado en conectar dispositivos a Internet, acuñando el uso de Dispositivos Inteligentes. Como la conectividad a Internet se vuelve omnipresente, los fabricantes han comenzado a influenciar el poder de expansión de la computación de sus dispositivos para aumentar su usabilidad y capacidad. A través de la conectividad a Internet, los fabricantes son ahora capaces de interactuar con los dispositivos que han vendido a sus clientes, y los clientes son capaces de interactuar con el fabricante (y otros proveedores) para acceder a contenido nuevo.